# Kostinbrod
Kostinbrod (bulgariska: Костинброд) är en ort i Bulgarien.   Den ligger i kommunen obsjtina Kostinbrod och regionen Sofijska oblast, i den västra delen av landet, 16 km nordväst om huvudstaden Sofia. Kostinbrod ligger 534 meter över havet och antalet invånare är 12 175.
Terrängen runt Kostinbrod är platt söderut, men norrut är den kuperad. Runt Kostinbrod är det tätbefolkat, med 849 invånare per kvadratkilometer.. Närmaste större samhälle är Sofia, 15,9 km sydost om Kostinbrod.
Trakten runt Kostinbrod består till största delen av jordbruksmark.